# Jeta Faqolli
Jeta Faqolli, född 9 januari 1978 i Librazhd, är en albansk sångerska. 
Faqolli har deltagit i flera musiktävlingar i Albanien, däribland Notafest, Polifest och Top Fest. Faqolli har även arbetat tillsammans med den rumänska musikgruppen Deep System. Under sommaren 2012 släppte hon låten "Lojrat që bën ti". 